# Insula (clădire)
Insula (plural insulae) a fost un tip de locuință din epoca romană folosită de majoritatea populației din orașele romane, incluzând clasa de jos și  de mijloc, plebeii, precum și din clasa de mijloc superioară, equites. Elita tradițională și cei foarte bogați (patricienii) locuiau în domusuri, locuințe de mari dimensiuni pentru o singură familie (vile), însă cele două tipuri de locuințe s-au amestecat în oraș în cadrul aceluiași cartier; nu existau cartiere distincte pentru fiecare tip de locuință. Parterul era folosit pentru taverne (latină tabernae), magazine și ateliere, iar etajul (sau etajele), ca spațiu de locuit.  Ca și locuințele moderne, o insula ar fi putut avea un nume, de obicei referindu-se la proprietarul clădirii.

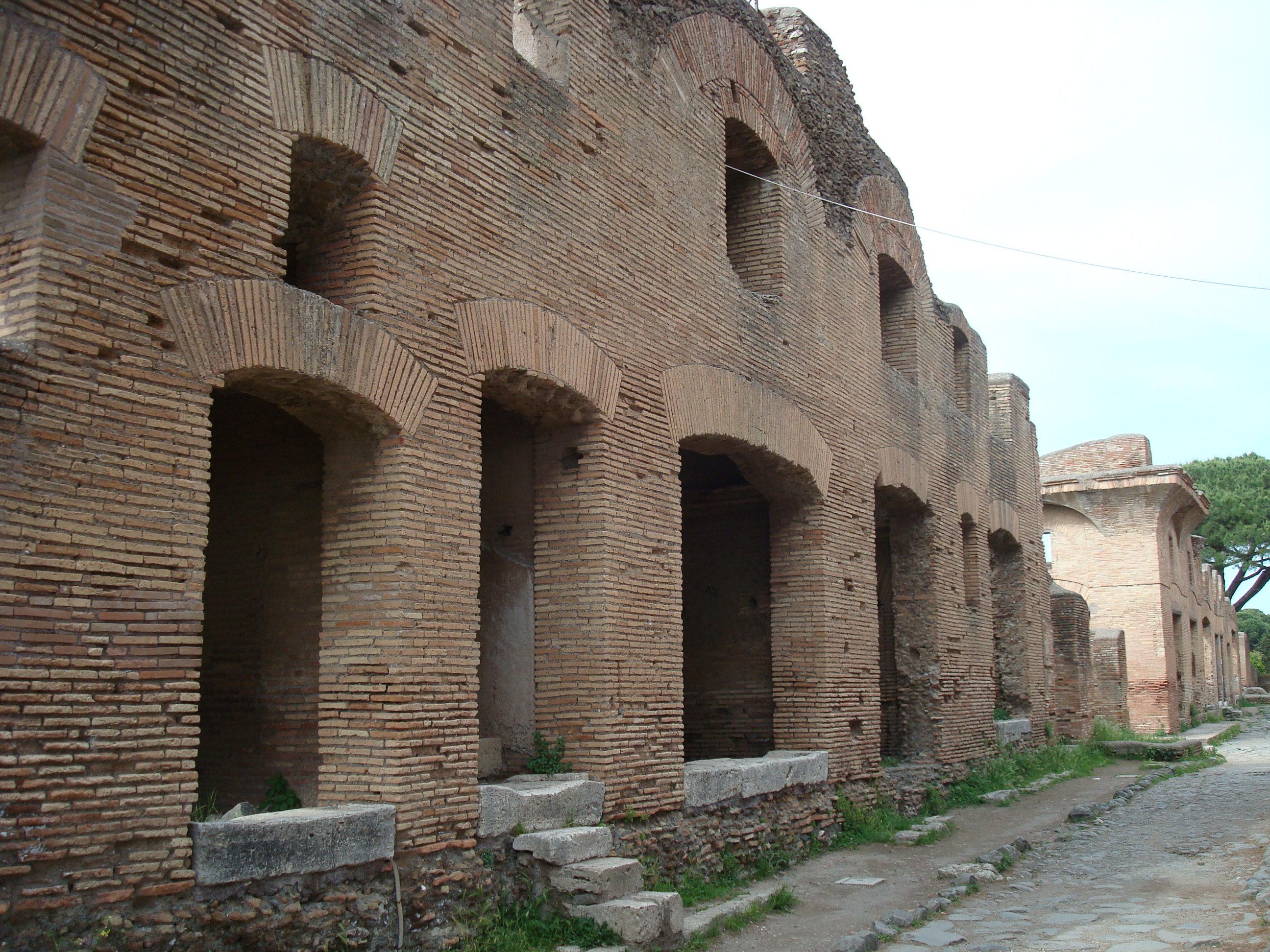
Insula datată de la începutul secolului a II-lea în orașul-port roman Ostia.

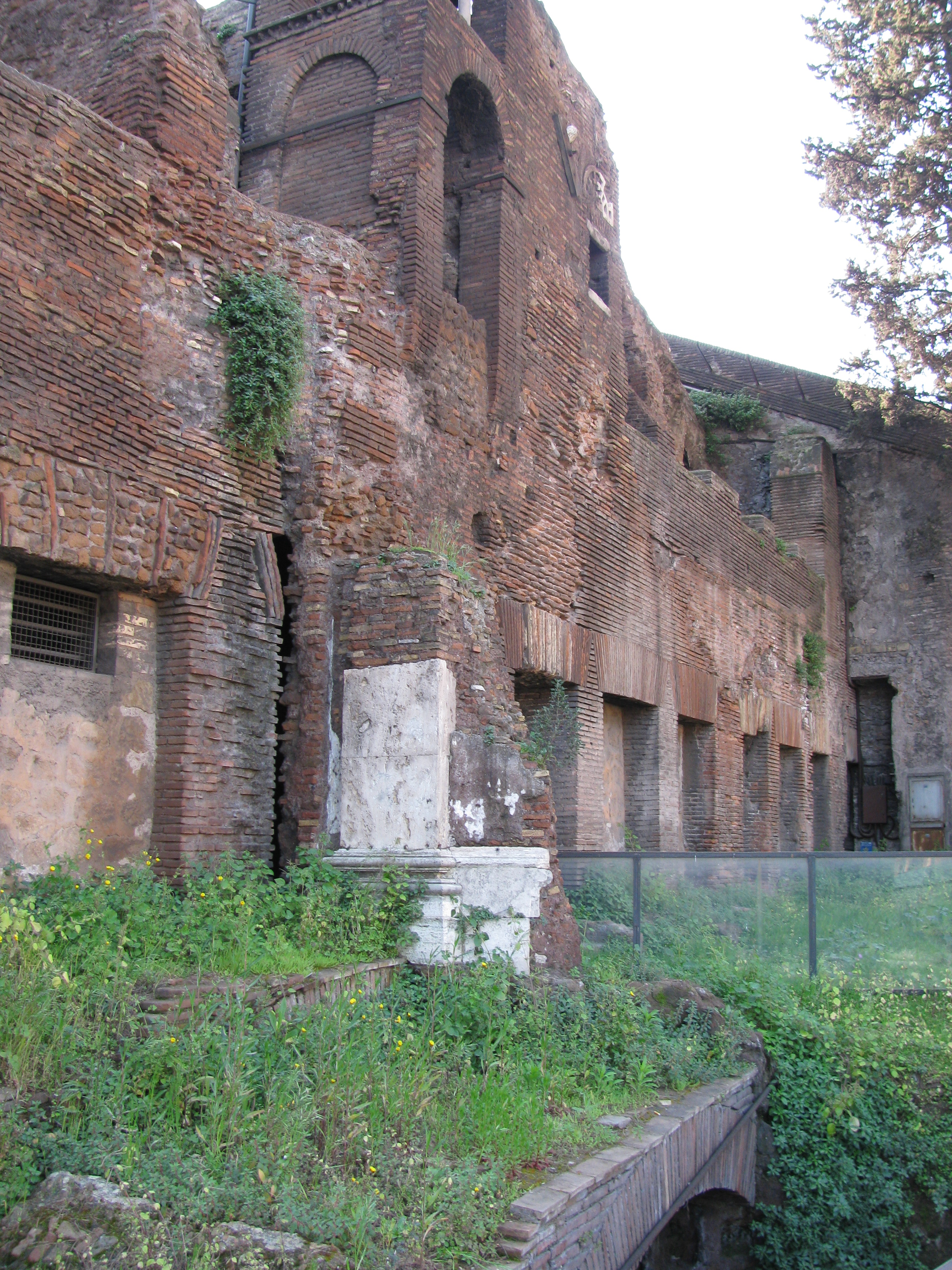
Etajele superioare a unei insula din Roma, în apropierea de Capitoliu și de Aracoeli.

## Construcție
Strabon constata că insulae, la fel ca domus, au apă curentă și canalizare. Însă acest tip de locuințe a fost construit uneori cu cheltuieli minime pentru scopuri speculative, rezultând astfel construcții de joasă calitate.  Acestea au fost construite din lemn, cărămidă simplă, iar mai târziu dintr-un beton primitiv, dar erau predispuse la foc și la prăbușire după cum a descris Juvenal, ale cărui scrieri satiric ar trebui să fie luat în considerare. Printre multele preocupări de afaceri ale sale, Marcus Licinius Crassus a speculat în domeniul imobiliar și numeroase insulae deținute în oraș. Când una dintre clădirile șubrede se prăbușea, Cicero pretindea că el a fost fericit că ar putea percepe chirii mai mari pentru o clădire nouă decât pentru cea prăbușită.
O insula putea avea până 6-7 etaje iar câteva au ajuns până la 8-9 etaje, în ciuda restricțiilor de înălțime din epoca imperială. O clădire importantă a Romei era Insula Felicles sau Felicula care fost situată în apropierea Circului Flaminian din Regio IX. Scriitorul creștin-timpuriu Tertullian condamna vanitatea celor care construiau astfel de clădiri mărețe, comparând Felicles cu sălașurile zeilor.
O singură insula putea oferi spațiu de locuit pentru 40 de persoane într-un spațiu de 332 m2 , iar o astfel de clădire avea de obicei 6-7 apartamente, revenind aproximativ 50 m2 pentru fiecare apartament. Apartamentele erau de obicei mai mici la etajele superioare iar apartamente mai mari și cele mai scumpe fiind situate la etajele de jos. De asemenea, apartamentele de la etaj adesea nu aveau încălzire, apă curentă sau toalete, ceea ce impunea locatarilor să folosească sistemul extins de toalete publice din Roma (latină latrinae). În ciuda interdicțiilor, rezidenții aruncau uneori pe ferestre gunoi și excremente umane pe străzile și aleile din jur.

### Reguli
Din cauza pericolelor de incendiu și prăbușire, înălțimea unei insula a fost limitată de Ovidius Augustus la 70 de picioare romane (20,7 m), și din nou de către împăratul Nero mai mult, până la 60 de picioare romane (17.75 m), după Marele incendiu al Romei.

## Statistici
Conform înregistrărilor din secolul al IV-lea, în Roma existau circa 42000-46000 de insulae în comparație cu aproximativ 1790 domus-uri în secolul al III-lea târziu.
Datele privind numărul de insulae și într-o măsură mai mică de domus sunt utilizate pentru demografia clasică.
Populația orașului în secolul al III-lea târziu se crede că a fluctuat între 7–800000 de oameni, în scădere de la peste 1 milion - afirmație bazată pe cantitatea de cereale necesară pentru a hrăni populația Romei și a zonelor învecinate.